# 草刈正雄
草刈正雄（日语：／ Kusakari Masao，1952年9月5日—），日本男演員、模特兒、歌手、主持人。曾獲得2017年東京國際戲劇節最佳男配角等獎項。

## 外部連结
- バービィオフィスによる公式プロフィールページ （页面存档备份，存于）
- 草刈正雄的Facebook專頁
- Masao Kusakari在互联网电影资料库（IMDb）上的資料（英文）